# هیندمیت ۵۱۵۷
سیارک ۵۱۵۷ (به انگلیسی: 5157 Hindemith، نامگذاری:1973UB5) پنج هزار و صد و پنجاه و هفتمین سیارک کشف شده‌است که در ۲۷ اکتبر ۱۹۷۳ کشف شد.
قدر مطلق سیارک برابر ۱۱٫۶۰ است.